# Karnak Mountain
Karnak Mountain är ett berg i Kanada.   Det ligger i provinsen British Columbia, i den södra delen av landet, 3 100 km väster om huvudstaden Ottawa. Toppen på Karnak Mountain är 3 151 meter över havet.
Terrängen runt Karnak Mountain är huvudsakligen bergig. Trakten runt Karnak Mountain är nära nog obefolkad, med mindre än två invånare per kvadratkilometer.. Det finns inga samhällen i närheten. 
Trakten runt Karnak Mountain består i huvudsak av gräsmarker.